# 西卡雷 CK.1
Cicaré CK.1(原名:CH.III Colibrí)是一款於1970年代由西卡雷研製的輕型直升機。這是一架小型單旋翼飛機，採用吊艙和吊桿配置，帶有完全封閉的氣泡式座艙蓋，可並排容納三個人。阿根廷空軍於1974年與西卡雷簽訂合同，開發一架用於訓練和農業用途的輕型直升機。原型機於1976年9月首飛。空軍雖訂購了五架，然而，計畫隨後取消。